# 리우데자네이루 연방기술교육센터

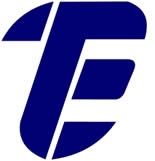

리우데자네이루 연방기술교육센터(Federal Center for Technological Education of Rio de Janeiro, entro Federal de Educação Tecnológica Celso Suckow da Fonseca, Centro Federal de Educação Tecnológica do Rio de Janeiro, CEFET/RJ)는 브라질의 브라질 교육부 소속의 전통적인 연방 교육 기관의 하나이다. 수요가 많은 기술 고등학교 코스뿐 아니라 대학부 및 대학원부 수준의 코스를 제공한다.
학교 교육은 역학, 정보기술, 전자공학, 전기통신, 금속공학, 석유화학, 전기 등의 공학 분야에 초점을 둔다.

## 같이 보기
- CEFET